# Карстен Фінґер
Карстен Фінґер (нім. Karsten Finger, 28 січня 1970) — німецький академічний веслувальник.
Срібний призер Олімпійських Ігор 1992 року в складі розпашної четвірки зі стерновим.